# حوادث دونالد ترامب الأمنية
كان دونالد ترمب، الرئيس الخامس والأربعون والرئيس المنتخب الحالي للولايات المتحدة، هدفًا لعدة حوادث أمنية أثناء حملاته الانتخابية وفي فترة رئاسته الأولى، بما في ذلك التهديدات ومحاولات الاغتيال. وقعت أول محاولة واضحة خلال تجمع انتخابي قبل أسابيع قليلة من إعلان ترمب كمرشح رسمي للحزب الجمهوري في الانتخابات الرئاسية الأمريكية لعام 2016.
وتعتبر الحادثة الأبرز هي محاولة اغتيال ترمب خلال تجمع انتخابي في ولاية بنسلفانيا أثناء الانتخابات الرئاسية لعام 2024، وأسفرت عن مقتل شخصين (بما في ذلك منفذ الهجوم) وإصابة ترمب بجروح في الأذن. كما شهد سبتمبر 2024 محاولة اغتيال أخرى في نادي ترمب الدولي للغولف.

## حادثة في تجمع دايتون، أوهايو 2016
في 12 مارس 2016، تم القبض على الشاب توماس ديماسيمو، البالغ من العمر 22 عامًا، ووجهت إليه تهمة السلوك غير المنضبط بعد أن تجاوز الحواجز الأمنية وحاول التوجه نحو المنصة خلال تجمع انتخابي في مدينة دايتون بولاية أوهايو. قامت عناصر الخدمة السرية بالتصدي له وأوقفته.
في 26 يوليو 2016، صدر حكم على ديماسيمو بالسجن لمدة عام مع وقف التنفيذ مع وضعه تحت المراقبة.

## حادثة في تجمع لاس فيغاس 2016
في 18 يونيو 2016، كان دونالد ترمب يلقي خطابًا في فندق وكازينو تريجر آيلاند بمدينة لاس فيغاس في ولاية نيفادا، كجزء من حملته الرئاسية. وخلال الخطاب حاول مايكل ستيفن سانفورد، وهو شاب بريطاني يبلغ من العمر 20 عامًا، الاستيلاء على مسدس أحد الضباط من شرطة متروبوليتان لاس فيغاس. تمكن الضابط من السيطرة على سانفورد بسرعة وتم القبض عليه وتسليمه إلى الخدمة السرية الأمريكية، حيث صرح لاحقًا بنيته قتل ترمب.  
صدر الحكم على سانفورد بالسجن لمدة 12 شهرًا ويوم واحد، بالإضافة إلى غرامة مالية قدرها 200 دولار. وبعد أن أصبح مؤهلاً للإفراج المبكر، أُطلق سراحه وتم ترحيله إلى المملكة المتحدة في مايو 2017.

## حادثة "السلاح" في رينو 2016
في 5 نوفمبر 2016، وقبل ثلاثة أيام من الانتخابات الرئاسية، كان دونالد ترمب يلقي خطابًا خلال تجمع انتخابي في رينو بولاية نيفادا، صرخ أحد الأشخاص في الحشد بكلمة "سلاح". على إثر ذلك تدخل الأمن سريعًا لإبعاد ترمب عن المنصة، بينما قام أفراد من الحشد بالإمساك بالرجل.  
تمكن عملاء الخدمة السرية من السيطرة على الرجل وتفتيشه، لكن تبين أنه غير مسلح. الرجل يُدعى أوستن كرايتس، كان جمهوريًا معارضًا لترمب ورفع لافتة كتب عليها "الجمهوريون ضد ترمب". وصرح كرايتس لاحقًا أن بعض الحاضرين حاولوا انتزاع اللافتة منه وقاموا بالاستهجان ضده.  
بعد أن تم التأكد من سلامة المكان، عاد ترمب إلى المنصة بعد دقائق وأكمل خطابه دون أي حوادث أخرى.

## محاولة هجوم بالرافعة الشوكية 2017
في 6 سبتمبر 2017، بمدينة ماندان في ولاية داكوتا الشمالية، قام غريغوري لي لينغانغ بسرقة رافعة شوكية من مصفاة نفط وحاول قيادتها باتجاه الموكب الرئاسي خلال زيارة دونالد ترمب لحشد الدعم الشعبي. لكن الرافعة علقت داخل المصفاة مما اضطر لينغانغ إلى الفرار سيرًا على الأقدام قبل أن تلقي الشرطة القبض عليه.
خلال استجوابه أثناء الاحتجاز، اعترف لينغانغ بأنه كان يخطط لقتل الرئيس باستخدام الرافعة لقلب السيارة الرئاسية، وهو ما أثار دهشة السلطات التي كانت تعتقد في البداية أن سرقته للرافعة كانت بدافع شخصي. أقر لينغانغ بالذنب في تهمة محاولة الهجوم، وسرقة الرافعة، بالإضافة إلى اتهامات أخرى مرتبطة وغير مرتبطة بنفس الواقعة.
صدر الحكم عليه بالسجن لمدة 20 عامًا. وأشار محاميه إلى أنه كان يمر "بأزمة نفسية حادة".

## محاولة تسمم بالريسين 2018
في 1 أكتوبر 2018، تم إرسال ظرف يحتوي على مادة الريسين السامة إلى الرئيس دونالد ترمب، لكن تم اكتشافه قبل وصوله أثناء الفحص في مراكز البريد. كما تم إرسال رسائل مشابهة إلى البنتاغون، وكانت تحمل على غلافها عبارة "Jack and the Missile Bean Stock Powder" (بالعربية: "جاك وحبوب الصواريخ").
في 3 أكتوبر 2018، تم القبض على وليام كلايد ألين الثالث، وهو محارب قديم في البحرية الأمريكية يبلغ من العمر 39 عامًا من ولاية يوتا. وُجهت إليه تهمة إرسال تهديد للرئيس وخمس تهم بإرسال تهديدات لمسؤولين أمريكيين. نفى ألين جميع التهم الموجهة إليه. لاحقًا، تم تحويله لتقييم وعلاج نفسي، وأسقطت عنه التهم في 25 يناير 2022.

## محاولة تسمم بالريسين 2020
في 20 سبتمبر 2020، تم القبض على الكندية باسكال سيسيل فيرونيك فيرير في مدينة بوفالو بولاية نيويورك أثناء محاولتها العبور إلى كندا، أرسلت فيرير رسالة تحتوي على مادة الريسين إلى ترمب، طالبةً منه الانسحاب من الانتخابات الرئاسية لعام 2020، ووصفته في الرسالة بـ"الطاغية القبيح المهرج".  
وُجهت إلى فيرير ثماني تهم تتعلق باستخدام الأسلحة البيولوجية وتوجيه تهديدات عبر التجارة بين الولايات. واجهت فيرير عقوبة السجن المؤبد. في 17 أغسطس 2023، أصدرت محكمة أمريكية حكمًا بسجنها قرابة 22 عامًا.

## مخطط اختطاف غريتشن ويتمير 2020
في أكتوبر 2020، تم الكشف عن أن باري كروفت جونيور، وهو رجل من ولاية ديلاوير تم اعتقاله بتهمة التورط في مخطط لاختطاف حاكمة ولاية ميشيغان غريتشن ويتمير، قد أدرج اسم دونالد ترمب ضمن قائمة من السياسيين الذين كان يخطط لقتلهم شنقًا.
في ديسمبر 2022، صدر حكم بسجن كروفت لمدة 19 عامًا.

## محاولة اغتيال في باتلر، بنسلفانيا 2024

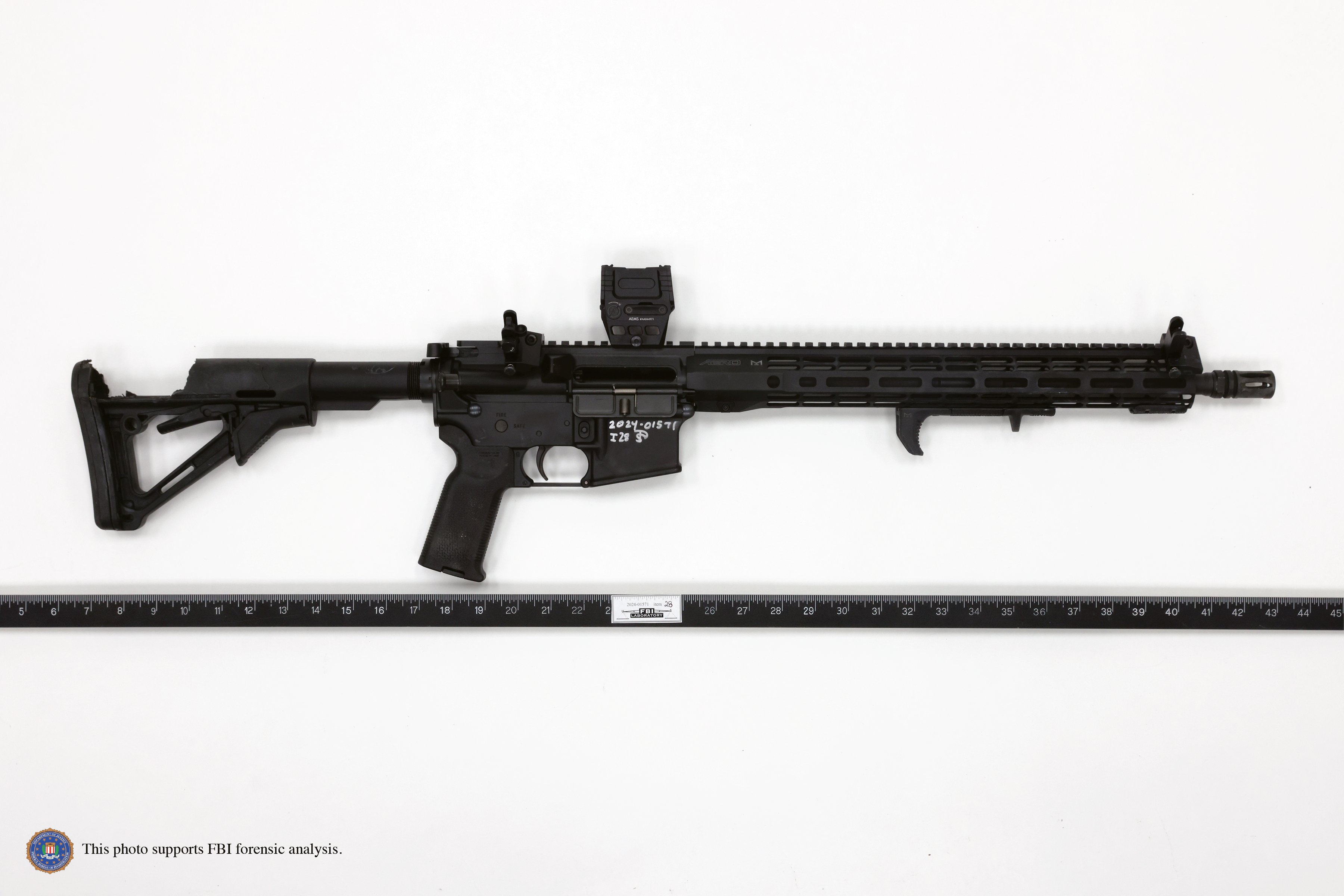
البندقية التي استخدمها كروكس في محاولة الاغتيال

في 13 يوليو 2024، أطلق توماس ماثيو كروكس عدة طلقات نارية باتجاه تجمع انتخابي لدونالد ترمب من موقع مرتفع خارج المكان، أثناء إلقاء ترمب لخطابه بالقرب من مدينة باتلر في ولاية بنسلفانيا.
أصيب ترمب في أذنه اليمنى نتيجة إطلاق النار، وتعرض للنزيف. تم قتل كروكس، بالإضافة إلى أحد الحاضرين في التجمع، بينما أصيب شخصان آخران.

## محاولة اغتيال في نادي ترمب الدولي للغولف 2024
في 15 سبتمبر 2024، تم رصد رايان ويسلي روث وهو يحمل بندقية بين الأشجار في نادي ترمب الدولي للغولف في ويست بالم بيتش بولاية فلوريدا، بينما كان دونالد ترمب يمارس رياضة الغولف في النادي.
أطلق ضباط الخدمة السرية النار على روث الذي فر من الموقع. تم القبض على المشتبه به أثناء محاولته الهروب في سيارته. بدأ مكتب التحقيقات الفيدرالي التحقيق في الحادث كمحاولة اغتيال. في وقت لاحق، أكدت السلطات أن روث كان يخطط بالفعل لقتل الرئيس السابق. 
تم تحديد موعد محاكمة أولية في 10 فبراير 2025. في حال أن تمت إدانته، قد يواجه روث عقوبة السجن المؤبد.

## حادثة تجمع كوتشيلا 2024

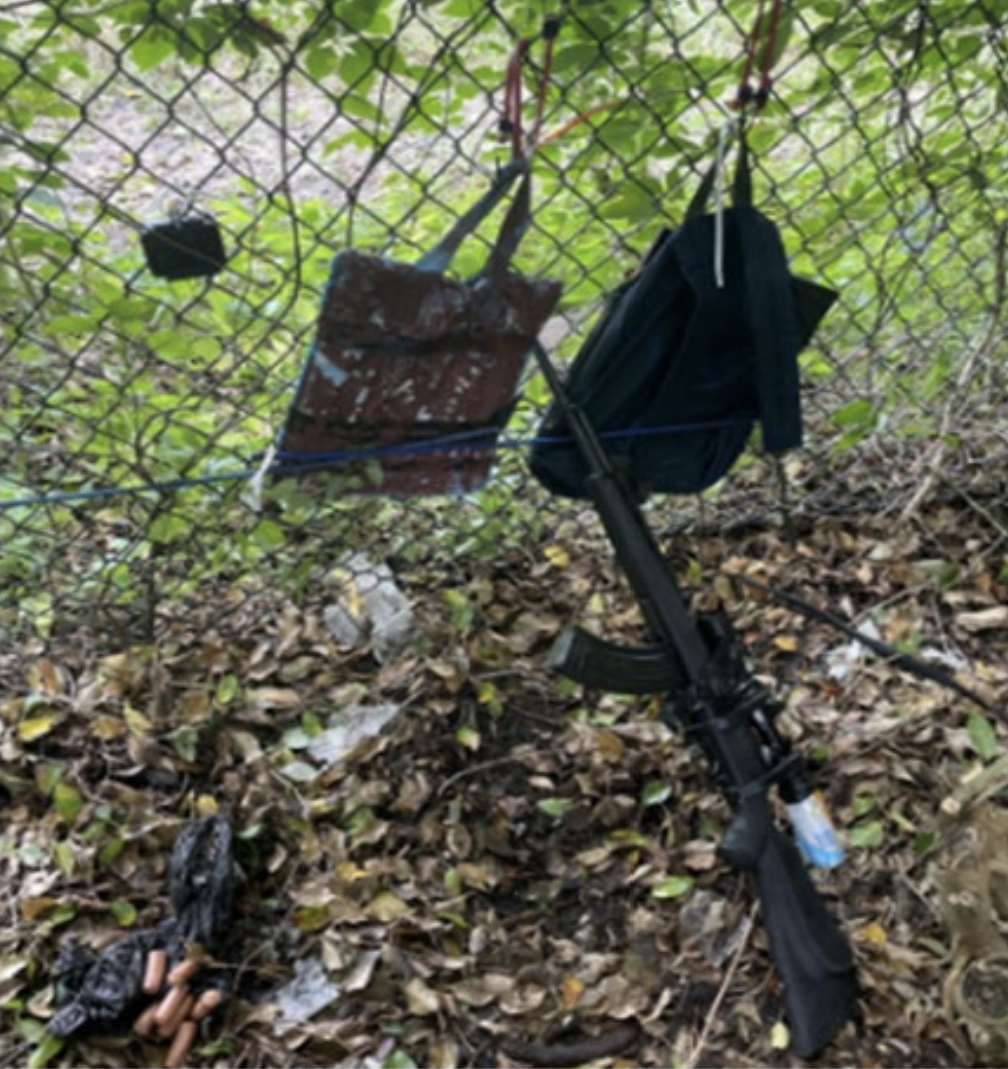
حقيبة الظهر والبندقية التي استخدمها روث في محاولة الاغتيال

في 12 أكتوبر 2024، تم القبض على رجل بالقرب من نقطة تفتيش خلال تجمع انتخابي لدونالد ترمب في كوتشيلا بولاية كاليفورنيا. كان الرجل يحمل بندقيتين وذخيرة، بالإضافة إلى جوازات سفر متعددة بأسماء مختلفة، وعدد من المركبات غير المسجلة مع لوحة ترخيص مزورة.
تم إطلاق سراحه في نفس اليوم بعد دفع كفالة قدرها 5000 دولار.